# Dorsaf Ganouati
Dorsaf Ganouati, née en 1984, est une arbitre de football tunisienne. Elle est la première femme à arbitrer un match de Ligue I, la première division tunisienne.

## Biographie
Professeure d'éducation physique, elle joue au football comme gardienne de but puis commence une carrière d'arbitre en 2011. Dès 2015, elle est arbitre internationale de la FIFA. En 2017, elle est la première femme à arbitrer un match de la Ligue II, le trio d'arbitres étant entièrement féminin, lors d'une rencontre entre le Stade tunisien et l'Association sportive de Djerba.
Le 15 juin 2019, à l'âge de 33 ans, elle arbitre, lors de la dernière journée de la saison du championnat tunisien, le match entre l'Espérance sportive de Tunis et le Club athlétique bizertin,.
Selon la Fédération tunisienne de football, elle serait la première femme hors Union européenne à avoir arbitré un match professionnel de football masculin,.